# Білокузьминівка
Білокузьми́нівка — село Костянтинівської міської громади Краматорського району Донецької області, України.

## Загальні відомості
Відстань до центру громади становить близько 22 км і проходить автошляхом місцевого значення. 
Розташована за 12 км від міста Краматорськ на автодорозі Краматорськ — Маркове. Землі села межують із територією села Семенівка Краматорської міської ради.
Розташована за 4 км від залізничної станції Ашуркове.
Водойми: річка Біленька, яр Глиняний, балка Часів Яр

## Історія
Мешканці Білокузминівки кажуть, що козацький пост на Білій Горі з’явився ще 1703 року. Там же, як стверджують місцеві краєзнавці, стояла дерев’яна церква. Проте даних про існування козацької сторожі не згадують ані історичні джерела, ані археологічні розкопки.
У XVI столітті висоту, ймовірно, використовували в дозорних цілях запорозькі козаки, в наслідок чого біля її підніжжя з’явилося невелике селище під назвою Оборонове. Після відсунення кордону з кримськими татарами далеко на захід висока крейдяна гряда втратила своє оборонне значення.
Офіційна історія Білокузьминівки починається від 1785 року. Саме того року, згідно зі статистичними відомостями Бахмутського повіту, землю довкола села (від річки Біленької, по якій проходила межа з Харківською губернією, та до річки Грузької) отримує, ймовірно в якості рангової дачі, капітан Козьма Єгорович Котельников, який і став засновником Білокузьминівки.
У подворовому переписі Бахмутського повіту 1794 року значиться село Білокузьмино, яке, ймовірно, було розділено між поміщиками: поміщик Козьма Єгорович Котельников; поміщиця майорша Наталя Козьмівна Ползінова; поміщик дворянин Петро Васильович Ползінов.
Інша згадка про назву села зустрічається в списку населених пунктів Катеринославського намісництва за 1795 рік. Маєток капітана Козьми Котельникова зобов’язаний йому своєю назвою. У населеному пункті проживало 126 селян. 
В середині 19 століття (близько 1845 року) зі Старобільського повіту було переведено кілька сімей селян у село Білокузьминівка (Винниченко, Шаповалов, Лисенко, Грисенко, Лазуренко, Соколенко, Саєнко, Задирака, Скориченко, Ткаченко (Клименко), Поколенко).
За даними 1859 року Білокузьминівка (Біленьке) - панське село, над річкою Біленька, 28 господ, 244 осіб.
Не пізніше ніж від 1846 року Білокузьминівка та сусідня Віролюбівка належали поміщику барону Адаму Фітінгофу. У справі від 1870 року зазначено, що згідно зі Спеціальним геометричним планом Бахмутського повіту, село Віролюбівка з усіма її землями було придбано бароном Адамом Олександровичем Фітінгофом у капітан-лейтенанта Дмитра Яковлевича Головіна.
Після скасування кріпацтва Білокузьминівка перейшла у володіння поміщиків Плещеєвих. У поміщика Федора Івановича Плещеєва в кінці ХІХ століття було багато землі. Син його - Микола володів 700 десятинами землі: йому належав Марків хутір, Горбоконівка, хутір Дерюжанський та село Білокузьминівка. Пізніше Микола Плещеєв, продав маєтки німцям-колоністам – п’яти братам Леркам.
В переліку німецьких населених пунктів значиться хутір Лерке, в якому проживало 56 мешканців, 49 з яких - німці.
Про існування у Білокузьминівці православного храму у XIX столітті розповідали старі мешканці. Але документи, які підтвердили б цей факт, не були знайдені. Немає відомостей про наявність церкви у документах за 1911 рік.

### Радянський період
Після радянської окупації 1918 року, у 1923-1924 роках в селі було організовано спільний обробіток землі, до якого вступило 5 селян, яким виділили трактор. 

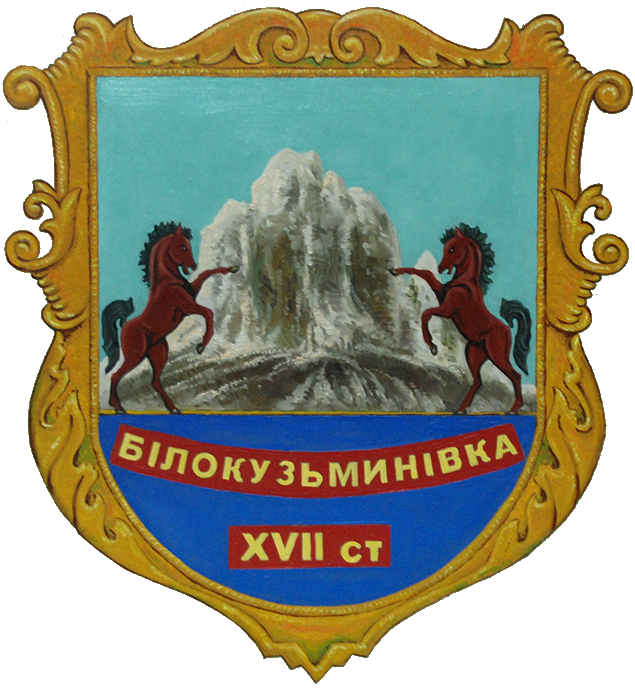
Емблема Білокузьминівської сільської ради

Білокузьминівська сільська рада, створена 1924 року, — одна з найстаріших у Костянтинівському районі. Сільській раді, окрім самого села, було підпорядковано також селище Дерюжанське (на мапі 1928 року - хутір Дерюжинський).
1929 року з міста Дружківки прибув уповноважений Фомін, який і організував у селі колгосп. 1931 року колгосп було перетворено на відділення радгоспу ім. Калініна Артемівського району, а 1932 року – організоване самостійне радгоспне господарство «Хімік». У радгоспі було 2 тисячі гектарів землі, 70-80 голів великої рогатої худоби, 1500 свиней, 2 трактори.
1939 року в селі електроенергію виробляв невеликий локомобіль, але її вистачало для млина і освітлення квартир.
У Другу світову війну білокузьминівські скелі використовувалися як спостережний пункт. На фронтах Другої світової війни загинуло 59 білокузьминівців.
6 вересня 1943 року німецька окупація села знову змінюється на радянську.
У Білокузьминівці розташовувася 4-й відділок радгоспу «Червона зірка» (центральна садиба його розміщена у Дружківці). Господарство мало 2145 га орної землі, виробничий напрям — м’ясо-молочне тваринництво. 1947 року був відзначений за вирощування високого врожаю пшениці.
1960 року в радгоспі було 25 тракторів, 15 автомашин, 5 зернових комбайнів, 6 кукурузоприбиральних комбайнів, була своя механічна майстерня, будівельний цех. Побудували нову контору, їдальню. В селі функціонували середня школа, нове її приміщення збудовано у 1964 році, медичний пункт, радіовузол, пошта.

### Незалежна Україна
2008 року село визнали найкращим спортивним селом – тут знаходився уславлений кінний завод “Шахтар”, який вирощував орловських, французьких та американських рисаків, які вигравали змагання в Україні та за кордоном.
У 2010-2011 роках реконструювали будинок культури та прилеглу до нього територію, відремонтували дитсадок, а сільрада перебралася до просторого приміщення.

## Археологія
На околицях Білокузьминівки виявлено палеолітичну стоянку (40 тис. років тому) і більш пізні поселення. Також майстерні з обробки кременя мідної доби.
Давньою людиною кремінь використовувався для виготовлення зброї та побутових предметів (наконечники стріл, крем'яні ножі, скребки тощо). Основним заняттям людини було збиральництво та мисливство. Об’єкти мисливства – дикі коні, кабани, олені тощо, головне знаряддя мисливства – спис з кремінним гостроконечником. 
У 1965 році були обстежені крейдяні крем'яні райони у басейні річок Кривий Торець та Біленька. Маршрути розвідок пролягли на околицях сіл Ашуркове, Семенівка та Білокузьминівка. На лівому терасованому березі Біленької були знайдені кілька неолітичних кремнеобробних майстерень, поселення бронзового віку.
У Білокузьминівці біля радгоспного гуртожитку («Будинок вчителів») у стінці яру виявили кілька палеолітичних патинованих кременів. Зачистка стінки показала, що кремні походять з горизонту з рясними культурними залишками. Розкопки почалися у 1968 році. Роботи велися три польові сезони. Було розкрито площу 104 метрів квадратних.
За час розкопок стоянки зібрана велика колекція розщеплених кременів, багато з яких зазнають слідів механічних пошкоджень.
Верхньокрейдяні відкладення, переважно, - залишки древнього моря, сформовані багатими скупченнями копалин безхребетних морських організмів. І в крейді не рідкість знахідки залишків фауни: амонітидів, белемнітів, іноцерів, морських їжаків та інших морських мешканців.
Найпоширеніші скам'янілості – це уламки раковин іноцерам (Inoceramidae) - сімейства вимерлих двостулкових молюсків, що жили у юрських та крейдяних морях.

## Населення
За даними перепису 2001 року населення села становило 689 осіб, із них 70,1 % зазначили рідною мову українську, 28,59 % — російську, 0,15 % — білоруську та вірменську мову.

## Транспорт
Селом пролягають автошляхи:
С050808 (Білокузьминівка — Віролюбівка)
С050822 (Дружківка — Білокузьминівка — Пугачівка.

## Економіка
Свинотоварна ферма і кінний завод агрофірми «Шахтар».

## Освіта
У селі працює дитячий садок № 11 «Теремок» та Білокузьминівська загальноосвітня школа І-ІІІ ступенів відділу освіти Костянтинівської райдержадміністрації.

## Визначні пам'ятки

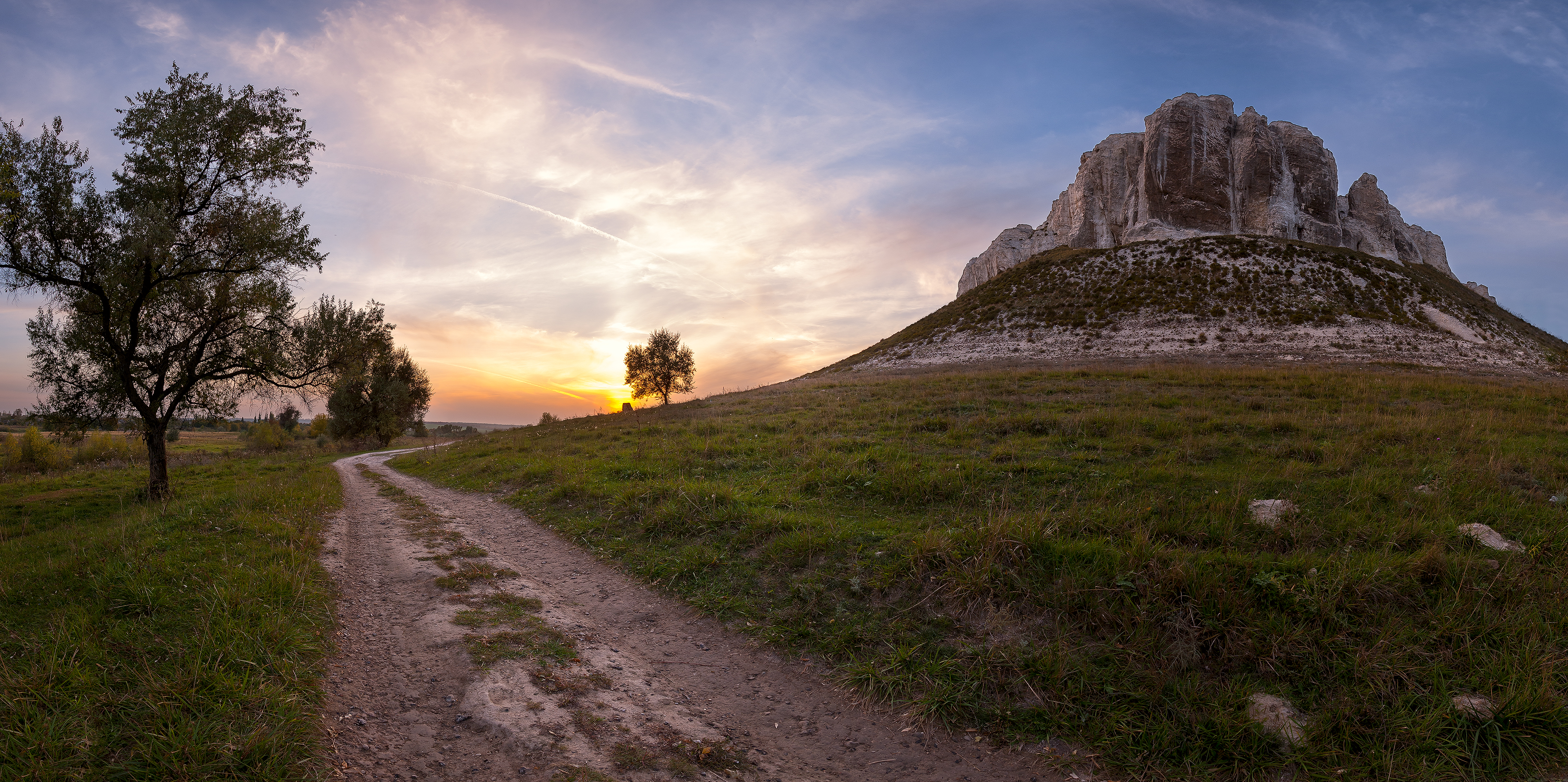
Скелеподібне оголення верхньої крейди

Неподалік розташована геологічна пам'ятка природи місцевого значення Скелеподібне оголення верхньої крейди, що входить до складу регіонального ландшафтного парку «Краматорський» (Білокузьминівське відділення) з 2004 року. 
Цей нетиповий для нашої степової місцевості рельєф складений крейдяними породами, що утворилися понад 90 млн. років тому.
Рішенням облвиконкому № 310 від 21 червня 1972 року скельному оголенню надано статус пам'ятника природи. Площа – 0,35 га.
Крейдяна гора рясніє всілякими печерами та глибокими ущелинами. Біля підніжжя скелі розташовані множинні рукотворні ніші та гроти.
В одній із глибоких ущелин прихована від людського ока келія православного самітника Степана Босого, де все внутрішнє оздоблення висічене з крейди - лежанка, ніша для ікони і навіть маленьке віконце. Своє прізвисько Босий отримав тому, що цілий рік – взимку та влітку ходив босоніж. За спогадами старожилів Білокузьминівки, коли на вершині скелі чернець читав молитви, то молитву було чути на три сусідні села. Степан Босий трагічно загинув у 1943 році - коли німці прийняли його за партизана.
Крейдяні (білі) скелі — вихід кремнієво-крейдяних порід по березі річки Біленька, що сягають висоти 90 — 110 метрів із практично прямовисними схилами. Дуже мальовничий гірський пейзаж нехарактерний для регіону.